# 良鹤洞站
良鶴洞站（：／ Yanghakdong yeok */?）曾为韩国铁路东海南部线上的一个车站，位于庆尚北道浦项市北区鶴岑洞，目前已废止。

## 历史
- 1975年7月1日：开始使用。
- 2005年7月1日：停用本站[1]。